# Jesse Sekidika
Jesse Tamunobaraboye Sekidika (Port Harcourt, 14 luglio 1996) è un calciatore nigeriano, attaccante del Sabah.

## Carriera
Il 20 luglio 2018 viene acquistato a titolo definitivo alla squadra turca dell'Eskişehirspor.

## Palmarès

### Club

#### Competizioni nazionali
- Coppa d'Azerbaigian: 1

Sabah: 2024-2025